# Meteorium imponderosum
Meteorium imponderosum là một loài Rêu trong họ Meteoriaceae. Loài này được (Taylor) Mitt. mô tả khoa học đầu tiên năm 1869.